# 高江 (東村)
高江（たかえ）は、沖縄県国頭郡東村の6つの大字のひとつ。行政区でもあり高江区（たかえく）と名付けられているが、地域自治区には該当しない。
1924年、大字宮城（宮城区）から分かれて発足した。現在の人口は約140人。

東は国頭村に接し、1957年、両者にまたがってアメリカ海兵隊北部訓練場が設けられた。1996年、高江ヘリパッド問題が生起し、2007年建設が開始された。
2017年10月11日、海兵隊の大型輸送用ヘリコプターCH-53Eが民有の牧草地に緊急着陸、炎上する事故が発生した。